# Arthur Charles Hardy
Pour les articles homonymes, voir Arthur Hardy et Hardy.
Arthur Charles Hardy est un homme politique canadien qui fut président du Sénat. Il est né le 3 décembre 1872 et décédé le 13 mars 1962.